# 1988年冬季残疾人奥林匹克运动会苏联代表团
1988年冬季残疾人奥林匹克运动会苏联代表团是苏联派出的1988年冬季残疾人奥林匹克运动会代表团。获得2枚铜牌。